# Andrzej Kazimierz Cebrowski
Andrzej Kazimierz Cebrowski (ur. około 1580 w Łowiczu, zm. 30 października 1658 w Łowiczu) – łowicki kronikarz, aptekarz, lekarz prymasów Polski (Wawrzyńca Gembickiego, Jana Wężyka oraz Jana Lipskiego), autor kroniki Annales civitates Loviciae (Roczniki miasta Łowicza).

## Życiorys
Andrzej Kazimierz Cebrowski urodził się w Łowiczu, w drugiej połowie XVI wieku, w okolicach 1580 roku. Pochodził ze znanej rodziny medyków i aptekarzy. Jego dziadek Kazimierz Cebrowski 5 kwietnia 1566 otrzymał od arcybiskupa Jakuba Uchańskiego przywilej umożliwiający zbudowanie w Łowiczu domu z przeznaczeniem na aptekę. Przypuszczalny ojciec Andrzeja Kazimierza – Mikołaj Cebrowski – wyjechał w 1583 do Krakowa, gdzie ożenił się z zamożną mieszczanką Anną Bylińską (wdową po aptekarzu królewskim Florianie Carborto) i pełnił funkcję aptekarza. Andrzej Kazimierz wychowywał się pod opieką rodziny, być może ciotki Zofii Pulkowskiej.
Andrzej Kazimierz Cebrowski początkowe nauki pobierał w Łowiczu. Miejsce odbywania przez niego studiów pozostaje nieznane.  Choć przez współczesnych był uważany za mieszczanina, był szlachcicem herbu Ogończyk. Andrzej Kazimierz Cebrowski posiadał dwóch synów: Mikołaja Kazimierza i Wawrzyńca.
Cebrowski posiadał znaczny majątek, prawdopodobnie pełnił funkcję radnego lub burmistrza. Ufundował miastu dwa działa i dwie murowane bramy. Sfinansował odbudowę kościoła św. Leonarda (około 1635). Za darmo wydawał leki i udzielał porad lekarskich bernardynom.
Zmarł, według relacji syna – Mikołaja Kazimierza, 30 października 1658 w wyniku panującej w Łowiczu zarazy. Żył około 80 lat. Szczątki Andrzeja Kazimierza Cebrowskiego spoczywają w podziemiach katedry. Swój księgozbiór Cebrowski przekazał w testamencie ojcom pijarom, po kasacie zakonu książki trafiły do Krakowa.

## Twórczość

### Annales civitates Loviciae
Roczniki miasta Łowicza pisane były po łacinie przez Andrzeja Kazimierza Cebrowskiego w latach 1648–1658, a po jego śmierci przez rok pracę nad kroniką kontynuował jego syn Mikołaj. Roczniki są pierwszym zarysem historii miasta. Na język polski zostały przetłumaczone w 1937 przez dra Mariana Małuszyńskiego.
Rękopis z Rocznikami miasta Łowicza zachował się w dość dobrym stanie. Został napisany przez Cebrowskiego wyraźnym i starannym pismem oraz oprawiony w brunatną skórę. Liczy 128 kart (plus karta tytułowa i jedna za nią). Posiada wymiary 19 x 31 cm. Same Roczniki miasta Łowicza stanowią 23 karty początkowe, dalsze części dzieła stanowi kopiarz – ułożone w porządku chronologicznym odpisy istotnych miejskich dokumentów. Do kopiarza dołączono dokumenty późniejsze z przełomu XVII i XVIII wieku. Miały służyć burmistrzom i radzie miejskiej.
Roczniki miasta Łowicza składają się ze wstępu autora opisującego powody podjęcia się pracy kronikarskiej, części traktującej o przeszłości miasta (opisującej warunki przyrodnicze miasta i okolic oraz dzieje dawne Łowicza), o klęskach żywiołowych, o powstaniu Chmielnickiego oraz o potopie szwedzkim. Wydarzeniami opisanymi najpełniej są te z lat 1648–1658. Opisując wojnę z kozakami i Szwedami Cebrowski wykracza poza obszar Łowicza.

### Listy
Andrzej Kazimierz Cebrowski jest autorem dwóch zachowanych listów, napisanych w języku polskim i skierowanych do członków cechu kupieckiego w Łowiczu. Zachowane listy znajdują się w Archiwum Państwowym w Łodzi.

## Upamiętnienie
Andrzej Kazimierz Cebrowski jest patronem Miejskiej Biblioteki Publicznej w Łowiczu oraz łowickiej ulicy. Biblioteka przyjęła imię kronikarza podczas obchodów 850-lecia Łowicza w 1986. W 2016 z okazji 880-lecia Łowicza, staraniem Miejskiej Biblioteki Publicznej w Łowiczu im. A.K. Cebrowskiego, dokonano reprintu Roczników miasta Łowicza w wersji elektronicznej.
Andrzej Kazimierz Cebrowski jest jednym z bohaterów powieści historycznej Iskry na szablach autorstwa Mieczysława Smolarskiego.